# Weinek (Mondkrater)
Weinek ist ein Einschlagkrater im Osten der Mondvorderseite, südlich des Mare Nectaris, nordöstlich des Mondkraters Piccolomini und nordwestlich des Kraters Neander.
Der Kraterrand ist mäßig erodiert, das Innere weitgehend eben. Der Krater wurde 1935 von der IAU nach dem österreichisch-ungarischen Astronomen Ladislaus Weinek offiziell benannt.

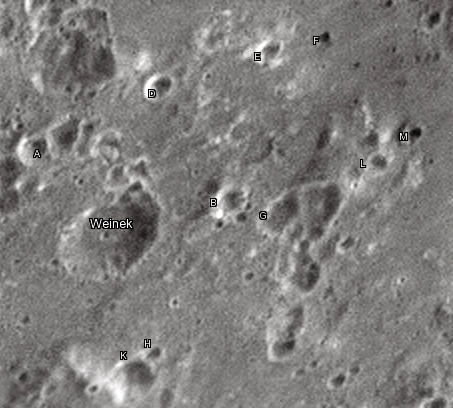
Weinek mit Nebenkratern

| Buchstabe | Position           | Durchmesser | Link |
| --------- | ------------------ | ----------- | ---- |
| A         | 26,97° S, 35,5° O  | 10 km       |      |
| B         | 26,98° S, 38,2° O  | 10 km       |      |
| D         | 26,04° S, 36,52° O | 9 km        |      |
| E         | 25,41° S, 37,55° O | 9 km        |      |
| F         | 25,15° S, 38,14° O | 5 km        |      |
| G         | 26,98° S, 38,97° O | 15 km       |      |
| H         | 28,66° S, 38,5° O  | 6 km        |      |
| K         | 28,97° S, 38,43° O | 17 km       |      |
| L         | 26,21° S, 39,7° O  | 9 km        |      |
| M         | 25,85° S, 39,94° O | 6 km        |      |